# Abu-Yahya Zakariyyà ibn Yahya
Abu-Yahya Zakariyyà ibn Yahya fou un emir hàfsida (1490). Era fill d'Abu-Zakariyyà Yahya (IV) i, quan aquest fou enderrocat pel seu cosí Abd-al-Mumin ibn Ibrahim, va reunir els partidaris del deposat, va guanyar-ne de nous i va enderrocar el seu oncle. Era jove i capacitat i va iniciar la tasca de redreçar el país però va morir de pesta el 1494. El va succeir el seu cosí germà Abu-Abd-Al·lah Muhàmmad (V).